# Pseudonychocamptus carthyi
Pseudonychocamptus carthyi är en kräftdjursart som beskrevs av Hamond 1968. Pseudonychocamptus carthyi ingår i släktet Pseudonychocamptus och familjen Laophontidae. Inga underarter finns listade i Catalogue of Life.